# Krokabborrtjärnen, Dalarna
Krokabborrtjärnen är en sjö i Älvdalens kommun i Dalarna och ingår i Dalälvens huvudavrinningsområde.